# Книжная палата Республики Казахстан
Книжная палата Республики Казахстан — национальная Государственная книжная палата Республики Казахстан, учреждение государственной библиографии, статистики и каталогизации печати. Организована в 1937 году.

## Основные задачи палаты
Основные задачи это: сбор и хранение отдельных экземпляров каждого печатного издания; проведение инвентаризации; издание месячных, квартальных, годовых отчётов; подведение ретроспективных показателей; сбор материалов о Казахстане, опубликованных за пределами республики произведений казахстанских авторов, их статистический учёт и другое. По запросам государственных учреждений дает библиографические данные о литературе, выходящей в Казахстане. Книжная палата выпускает «Ежегодник книги Казахстана» и ежеквартальный указатель «Казахстаника». На эту палату возложены функции Агентства ISBN и ББК.
Внедряет международную стандартизацию нумерации книг в стране; присваивает идентификаторы издательствам и выдает номера ISBN; проводит методическую работу и контроль в области нумерации; регистрирует всех участников ISBN; готовит информационные материалы об издательствах. Постановлением Кабинета Министров Казахстана от 6 апреля 1993 присвоен статус Национальной Государственной книжной палаты.